# Passandra elongatula
Passandra elongatula is een keversoort uit de familie Passandridae. De wetenschappelijke naam van de soort is voor het eerst geldig gepubliceerd in 1874 door Grouvelle.